# Metheringham
Metheringham is een civil parish in het bestuurlijke gebied North Kesteven, in het Engelse graafschap Lincolnshire met 3605 inwoners.